# Seznam generalov Korpusa mornariške pehote Združenih držav Amerike
Seznam generalov Korpusa mornariške pehote Združenih držav Amerike.

## A
George J. Allen - John R. Allen - Randolph D. Alles - James F. Amos - Earl Edward Anderson -

## B
George Barnett - Robert Hilliard Barrow - Thomas A. Benes - John W. Bergman - Martin R. Berndt - David F. Bice - William Philips Biddle - Robert R. Blackman mlajši - Craig T. Boddington - Charles F. Bolden mlajši - Smedley Butler -

## C
James E. Cartwright - John G. Castellaw - Clifton Bledsoe Cates - William D. Catto - Leonard Fielding Chapman mlajši - Ronald S. Coleman - Thomas L. Conant - James T. Conway - Christian B. Cowdrey - John M. Croley - Robert Everton Cushman mlajši -

## D
Andrew B. Davis - Jack A. Davis - Ray Davis - Pedro del Valle - Robert C. Dickerson - Timothy E. Donovan - Joseph F. Dunford mlajši - 

## E
George Frank Elliot - Michael E. Ennis - 

## F
James F. Flock - George J. Flynn - Raymond C. Fox - Harold J. Fruchtnicht - Ben Hebard Fuller -

## G
Jon A. Gallinetti - Emerson N. Gardner mlajši - Walter E. Gaskin - Roy Geiger - Timothy F. Ghormley - Kenneth J. Glueck mlajši - John F. Goodman - Alfred M. Gray mlajši - Wallace Martin Greene mlajši - Wallace C. Gregson - 

## H
Michael W. Hagee - David C. Hague - Edward Hanlon mlajši - David R. Heinz - Dennis J. Hejlik - Samuel T. Helland - Charles Heywood - Thomas Holcomb - Michael A. Hough - Richard A. Huck - Gary H. Hughey - Jan C. Huly - Steven A. Hummer -

## J
Anthony L. Jackson - Carl B. Jensen - Stephen T. Johnson - James Logan Jones mlajši - Thomas S. Jones - 

## K
John F. Kelly - Paul Xavier Kelley - Richard L. Kelly - Richard S. Kramlich - Charles C. Krulak - Mary Ann Krusa-Dossin - 

## L
Richard M. Lake - Timothy R. Larsen - Paul E. Lefebvre - Michael R. Lehnert - John Archer Lejeune - Homer Litzenberg - Bradley M. Lott - 

## M
Robert Magnus - James N. Mattis - Jerry C. McAbee - Dennis M. McCarthy - John J. McCarthy - Joseph J. McMenamin - Joseph V. Medina - Richard P. Mills - Robert E. Milstead mlajši - Darrell L. Moore - Thomas L. Moore mlajši - Carl Epting Mundy mlajši - 

## N
Gordon C. Nash - Richard F. Natonski - Robert B. Neller - Wendell Cushing Neville - William L. Nyland - 

## O
Douglas V. O'Dell mlajši - H. P. Osman - 

## P
Peter Pace - Frank A. Panter mlajši - R. David Papak - Charles S. Patton - John M. Paxton mlajši - Eugene G. Payne mlajši - Randolph McCall Pate - Joseph Henry Pendleton - James E. Polzin - Martin Post - Lewis Burwell Puller -

## R
Michael R. Regner - David G. Reist - Mastin M. Robeson - Terry G. Robling - Keller E. Rockey - John Henry Russell mlajši - 

## S
Kevin M. Sandkuhler - John F. Sattler - Christian F. Schilt - Robert E. Schmidle mlajši - Harry Schmidt - Robert M. Shea - Lemuel Cornick Shepherd mlajši - David Monroe Shoup - Holland Smith - Julian Smith - Melvin G. Spiese - Keith J. Stalder - Douglas M. Stone - 

## T
Duane D. Thiessen - George J. Trautman III. - Richard T. Tryon - 

## U
Edward G. Usher III. - 

## V
Alexander Archer Vandegrift - 

## W
Thomas D. Waldhauser - Littleton Waller - Joseph F. Weber - James L. Williams - Willie J. Williams - Frances C. Wilson - Cornell A. Wilson mlajši - Louis Hugh Wilson mlajši - 

## Z
Jacob Zeilin - Richard C. Zilmer - Anthony Zinni -